# Break Ya Neck
Break Ya Neck je první singl amerického rappera Busta Rhymes z jeho pátého alba Genesis (2001). Píseň produkoval Dr. Dre a Scott Storch. Truth Hurts dělá doprovodný zpěv. Píseň obsahuje interpolaci písní Give It Away od Red Hot Chili Peppers.

## Videoklip
Videoklip režíroval Hype Williams a byl vydán v roce 2001. Jako cameo ve videoklipu vystupuje Diddy, Ludacris, Fabolous, Three 6 Mafia, Dr. Dre, Ice Cube, Lil Jon and The East Side Boyz, Swizz Beatz, Cee-Lo Green, André 3000 a Khujo.

## Hitparády
| Hitparády (2002)                     | Nejvyšší příčka |
| ------------------------------------ | --------------- |
| Austrálie (ARIA)                     | 13              |
| Rakousko (Ö3 Austria Top 75)         | 50              |
| Francie (SNEP)                       | 50              |
| Nizozemsko (Mega Single Top 100)     | 13              |
| Švýcarsko (Media Control AG)         | 20              |
| U.S. Billboard Hot 100               | 26              |
| U.S. Billboard Hot R&B/Hip-Hop Songs | 10              |
| U.S. Billboard Radio Songs           | 21              |